# La Trinchera
La Trinchera är en ort i Mexiko.   Den ligger i kommunen Copanatoyac och delstaten Guerrero, i den sydöstra delen av landet, 220 km söder om huvudstaden Mexico City. La Trinchera ligger 1 766 meter över havet och antalet invånare är 178.
Terrängen runt La Trinchera är lite bergig. Runt La Trinchera är det ganska tätbefolkat, med 248 invånare per kvadratkilometer. Närmaste större samhälle är Tlapa de Comonfort, 18,6 km nordost om La Trinchera. I omgivningarna runt La Trinchera växer huvudsakligen savannskog.